# Сельское поселение Малый Толкай
Сельское поселение Малый Толкай — муниципальное образование в Похвистневском районе Самарской области.
Административный центр — село Малый Толкай.

## Административное устройство
В состав сельского поселения Малый Толкай входят:
- село Малый Толкай,
- посёлок Камышевка,
- посёлок Передовка,
- посёлок Шиповка,
- железнодорожный разъезд Тунгуз.